# Oleg Kulesjov
Oleg Michajlovitj Kulesjov (ryska: Олег Михайлович Кулешов), född 15 april 1974 i Omsk i Sovjetunionen (nuvarande Ryssland), är en rysk handbollstränare och före detta handbollsspelare (mittnia). Från 1996 till 2007 spelade han 123 landskamper och gjorde 390 mål för Rysslands landslag. Han var med och tog OS-brons 2004 i Aten.
Från 2012 till 2015 var Kulesjov förbundskapten för Rysslands herrlandslag. Sedan 2021 tränar han det ryska damlaget GK Dynamo Volgograd.

## Klubbar som spelare
- Sdjuschor Omsk (–1991)
- GK Kaustik Volgograd (1991–1999)
- SC Magdeburg (1999–2007)
- VfL Gummersbach (2007–2008)